# آبگوشت یخنی
آبگوشت یخنی یکی از خوراک‌های سنتی شیراز است.  مواد این آبگوشت را پیاز،  گوشت، لیمو عمانی، سیب‌زمینی و گوجه فرنگیو  نخود  تشکیل می‌دهد.